# Нова Одеса
 Тази статия е за града в Украйна.  За града в бразилския щат Сао Пауло вижте Нова Одеса (Сао Пауло).  
Нова Одеса (на украински: Нова Одеса) е град в Южна Украйна, Новоодески район на Николаевска област.
Основан е през 1776 година. Населението му е около 14 073 души.

## Побратимени градове
- Йелгава, Латвия